# Arcondo Nunatak
Arcondo Nunatak  è un nunatak, picco roccioso isolato, alto 780 m, situato 2 km a sud del Monte Spann, nelle Panzarini Hills dell'Argentina Range, nei Monti Pensacola, in Antartide. 
Il nunatak è stato mappato dall'United States Geological Survey (USGS) sulla base di rilevazioni e foto aeree scattate dalla U.S. Navy nel periodo 1956-67.
La denominazione è stata assegnata dall'Advisory Committee on Antarctic Names (US-ACAN)  in onore di Pedro Arcondo, maggiore delle Forze armate argentine, responsabile della Base antartica Belgrano I nel 1959-61.